# Cascada de Nojoqui
 Las Cascada de Nojoqui (pronunciado [NAW-jo-wi]) (en inglés: Nojoqui Falls) es una cascada intermitente en el parque del mismo nombre en el condado de Santa Bárbara, California. 

## Toponimia
La cascada lleva el nombre de un antiguo poblado de los indígenas chumash llamada Naxuwi que estaba ubicada cerca. El significado del topónimo Naxuwi es debatido; sus definiciones han sido: prado, halcón nocturno o luna de miel.

## Historia

### Leyendas chumash
Hay dos leyendas contadas por los indígenas chumash acerca de la cascada:
La primera cuenta de una sequía que causó mucho sufrimiento en la población. El jefe de los chumash pidió ayuda a los dioses por medio de una vigilia nocturna. Temprano por la mañana, una mujer hermosa apareció y condujo al jefe hacia una cañada repleta de helechos. La mujer se levantó al aire, y mientras desaparecía, su vestimenta se convirtió en una cascada de agua.
La segunda leyenda cuenta de un grupo de chumash que fueron atrapados en una tormenta terrible. Mientras se refugiaban en una cueva, escucharon gritos de auxilio viniendo de afuera. Solamente una hermosa joven tuvo el coraje de salir y intentar un rescate; regresó con un guerrero de otro grupo que había sido lastimado por una rama caída. Trajeron al guerrero de regreso a la aldea. Mientras se recuperó, él y la joven se enamoraron; los otros miembros de la tribu vieron a esto con desdén. Surgieron rumores de que los aldeanos intentarían acabar con el guerrero, y por esto los amantes decidieron escaparse juntos. Fueron perseguidos hasta llegar a la cima de las cataratas de Nojoqui, y en vez de ser separados, decidieron saltar juntos.

### Terreno del parque
El Rancho Nojoqui, un terreno de 13,284 acres al norte de la cascada, fue concedido por el gobierno mexicano al señor Raimundo Carrillo en 1843. Después de la intervención Norteamericana en México, el tratado de Guadalupe Hidalgo fijó que las concesiones de tierras serían honradas; por tanto, la Comisión de Terrenos Públicos concedió el terreno al señor Carrillo en 1851 y fue patentado para el mismo en 1869. El rancho fue subdividido con el paso del tiempo. En 1854, el inmigrante vasco Ulpiano Yndart compró el rancho y en 1868, H. W. Pierce compró el rancho de Yndart. En la década de 1860, cuando una ruta de diligencias pasó por el Paso de Gaviota, una estación de caballeriza fue establecida en Nojoqui; entre la estación y el Paso de Gaviota, las diligencias tenían que pasar por el grado peligroso de Nojoqui. La estación continuó a servir después del establecimiento de la ruta primaria sobre el Paso de San Marcos.
Con la llegada del ferrocarril a Santa Bárbara en 1887 y el aumento en el turismo, habían esperanzas de que la cascada se convertiría en una atracción.
En 1896, el terreno alrededor de la cascada fue comprada por el inmigrante suizo Natale Giorgi, quién estableció una finca lechera en su propiedad de 1,700 acres; los descendientes continúan sus operaciones. En la década de 1920, la familia Giorgi arrendó las cascadas y 40 acres de terreno al condado para convertirlo en un parque público.
En 1944, los 58 acres iniciales del Nojoqui Falls Park fueron donados por la compañía Petan; los 27 acres occidentales fueron comprados en 1968.

## Descripción
La cascada cae casi 100 pies sobre un muro de piedra arenisca de la formación Jalama. 
Según el cartel publicado cerca de la cascada: "A diferencia de la mayoría de las cascadas, que se erosionan gradualmente río arriba, la Cascada Nojoqui se ha ido construyendo hacia afuera desde el acantilado con el tiempo. El calcio y el carbonato de magnesio de las rocas sobre las cataratas se disuelven continuamente en el agua de la corriente, luego se depositan a medida que esta agua se evapora de la roca alrededor de la cascada. Las estalactitas en una cueva crecen de la misma manera lenta y están hechas del mismo tipo de roca, llamada travertino. Se han formado surcos en el depósito principal de travertino y una muesca suavemente curvada en la base de las cataratas donde la roca se ha disuelto nuevamente en la corriente." 

## Ubicación
La cascada se encuentra a una milla y media al este de la autopista 101 aproximadamente a cinco millas al sur de Buellton y aproximadamente a 7 millas al suroeste de la ciudad de Solvang a través de la Calle Alisal. Las cataratas se encuentran al final de un corto sendero al sur del estacionamiento. El acceso a las cataratas se ha bloqueado desde 2014 debido a deslizamientos de tierra.